# Atonalność
Atonalność – zasada konstrukcji materiału dźwiękowego, stosowana we współczesnych technikach kompozytorskich; przeciwieństwo tonalności .
Polega na zniesieniu zależności pomiędzy poszczególnymi dźwiękami i akordami wskutek rezygnacji z centrum tonalnego. Atonalność odrzuca porządek tonalny (system funkcyjnego dur–moll) i jego sposób doboru, formowania i wykorzystywania materiału dźwiękowego w sensie zarówno harmonicznym, jak i melodycznym . Zmienia budowę akordów, ich traktowanie i łączenie poprzez nadanie samodzielności i równoprawności wszystkim 12 dźwiękom skali równomiernie temperowanej. Umożliwia to łączenie ich w dowolne serie i akordy , a tym samym zacieranie granic pomiędzy konsonansami i dysonansami.